# Tour de San Luis 2011
Die 5. Tour de San Luis war ein argentinisches Rad-Etappenrennen, das vom 17. bis zum 23. Januar 2011 stattfand. Es wurde in sieben Etappen über eine Gesamtdistanz von 1026,8 Kilometern ausgetragen. Das Rennen war Teil der UCI America Tour 2011 und dort in die Kategorie 2.1 eingestuft.
Gesamtsieger wurde der Chilene Marco Arriagada, der allerdings während des Rennens positiv auf anabole Steroide getestet wurde und gegen den seitdem ein Dopingverfahren läuft. Er verwies den kolumbianischen Profi José Serpa vom italienischen Team Androni Giocattoli und den Argentinier Enzo Moyano auf die Plätze.

## Teilnehmer
Einladungen erhielten drei ProTeams, vier Professional Continental Teams, fünf Continental Teams, darunter das deutsche Team Nutrixxion Sparkasse, und neun Nationalmannschaften diverser südamerikanischer Länder inklusive Kuba. In den Abordnungen der ProTeams starteten auch prominente europäische Profis wie Ivan Basso oder Xavier Tondo.
| UCI ProTeams Liquigas-Cannondale                                             | Movistar Team                                          | Ag2r La Mondiale         |
| UCI Professional Continental Teams Androni Giocattoli Andalucía Caja Granada | De Rosa-Ceramica Flaminia UnitedHealthcare Pro Cycling |                          |
| UCI Continental Teams Endura Racing Onda                                     | Nutrixxion Sparkasse D’Angelo & Antenucci-Nippo        | Funvic-Pindamonhangaba   |
| Nationalmannschaften Argentinien Kuba Kolumbien                              | Chile Paraguay Brasilien                               | Ecuador Bolivien Uruguay |

## Etappen und Rennverlauf
Nach dem Start der Rundfahrt in der Provinzhauptstadt San Luis und dem erwarteten Massensprint, den der Italiener Roberto Ferrari (Androni Giocattoli) für sich entschied, folgte am zweiten Tag eine Bergankunft in Mirador del Portero, die für eine erste Selektion im Gesamtklassement sorgte. Aus der vierköpfigen Spitzengruppe heraus sicherte sich Ferraris Teamkollege José Serpa den Tagessieg. Auch auf dem weitgehend flachen folgenden Abschnitt hielt die Androni-Siegesserie weiter an: erneut war Ferrari im Massensprint nicht zu schlagen.
Am vierten Tag wurde ein nicht allzu langes Einzelzeitfahren in San Luis ausgetragen. Der Movistar-Profi Xavier Tondo sicherte sich den Tagessieg und auch das orange Trikot des Führenden. Auch auf der folgenden schweren Bergankunft konnte Tondo als Tagessiebter hinter den erfolgreichen Ausreißern um den argentinischen Etappensieger Leandro Messineo das Leaderjersey bewahren. Die sechste Etappe bildete mit zwei schweren Steigungen die Königsetappe des Rennens und war mit über 190 Kilometern auch die längste der Rundfahrt. Aufgrund eines Sturzes 15 Kilometer vor dem Ziel musste Tondo seine Gesamtführung hier an den Chilenen Marco Arriagada abgeben und verlor alle Chancen auf einen Sieg. Arriagada erreichte 1:29 Minuten hinter dem kolumbianischen Solosieger Miguel Ángel Rubiano von der kleinen italienischen Mannschaft D’Angelo & Antenucci-Nippo das Ziel. Die Tour de San Luis 2011 endete in der gleichnamigen Hauptstadt in einem Massensprint. Der Uruguayer Héctor Aguilar konnte in diesem den Sieg davontragen.
| Etappe | Tag        | Start – Ziel                       | Typ         | km    | Etappensieger        | Gesamtwertung   |
| ------ | ---------- | ---------------------------------- | ----------- | ----- | -------------------- | --------------- |
| 1.     | 17. Januar | San Luis > Justo Daract            | Flachetappe | 166,0 | Roberto Ferrari      | Roberto Ferrari |
| 2.     | 18. Januar | Juana Kosley > Mirador del Portero | Bergetappe  | 156,6 | José Serpa           | José Serpa      |
| 3.     | 19. Januar | Buena Esperanza > Villa Mercedes   | Flachetappe | 163,9 | Roberto Ferrari      | José Serpa      |
| 4.     | 20. Januar | San Luis > San Luis                | Zeitfahren  | 19,5  | Xavier Tondo         | Xavier Tondo    |
| 5.     | 21. Januar | La Toma > Merlo (Mirador del Sol)  | Bergetappe  | 160,6 | Leandro Messineo     | Xavier Tondo    |
| 6.     | 22. Januar | Estancia Grande > La Carolina      | Bergetappe  | 131,1 | Miguel Ángel Rubiano | Marco Arriagada |
| 7.     | 23. Januar | San Luis > San Luis                | Flachetappe | 167,1 | Héctor Aguilar       | Marco Arriagada |

## Wertungen
An den Zwischenwertungen während jeder Etappe und im Ziel eines jeden Tagesabschnitts wurden Zeitgutschriften für die Gesamtwertung und Punkte für die Sonderwertungen wie folgt vergeben.
| Punkte für Sprintwertung: Zwischensprints 1: 3 Punkte, 3 Sekunden 2: 2 Punkte, 2 Sekunden 3: 1 Punkt, 1 Sekunde | Zeitbonifikationen im Ziel: Etappenziel 1: 10 Sekunden 2: 6 Sekunden 3: 4 Sekunden | Punkte für Bergwertung: Berg der 3. Kategorie 1: 3 Punkte 2: 2 Punkte 3: 1 Punkt | Bergwertung (Fortsetzung): Berg der 1. Kategorie 1: 10 Punkte 2: 8 Punkte 3: 6 Punkte 4: 4 Punkte 5: 2 Punkte 6: 1 Punkt |

### Wertungen im Rennverlauf
Die Tabelle zeigt den Führenden in der jeweiligen Wertung nach der jeweiligen Etappe an.
|   | Gesamtwertung · | Bergwertung ·  | Sprintwertung · | Nachwuchswertung · | Teamwertung        |
| - | --------------- | -------------- | --------------- | ------------------ | ------------------ |
| 1 | Roberto Ferrari | Jesús Rosendo  | Juan Lucero     | Enzo Moyano        | Androni Giocattoli |
| 2 | José Serpa      | José Serpa     | Juan Lucero     | Enzo Moyano        | Argentinien        |
| 3 | José Serpa      | José Serpa     | Luis Mansilla   | Enzo Moyano        | Argentinien        |
| 4 | Xavier Tondo    | José Serpa     | Luis Mansilla   | Enzo Moyano        | Argentinien        |
| 5 | Xavier Tondo    | José Serpa     | Luis Mansilla   | Enzo Moyano        | Argentinien        |
| 6 | Marco Arriagada | Antonio Piedra | Luis Mansilla   | Enzo Moyano        | Argentinien        |
| 7 | Marco Arriagada | Antonio Piedra | Luis Mansilla   | Enzo Moyano        | Argentinien        |